# Sexe fort
Sexe fort este cel de-al șaptelea album de studio al cântăreței franceze Patricia Kaas.

## Conținut
- Ediție Standard:

1. „Où sont les hommes” — 3:49
2. „L'Abbé Caillou” — 4:38
3. „Je ne veux plus pardonner” — 3:25
4. „La Nuit est mauve” — 4:18
5. „C'est les Femmes qui mènent la danse” — 3:31
6. „On Pourrait” (duet cu Stephan Eicher) — 3:44
7. „J'en tremblerai encore” — 3:05
8. „Je t'aime, je ne t'aime plus” — 2:55
9. „C'est la faute à la vie” — 3:38
10. „Je le garde pour toi” — 3:21
11. „La Blessure” — 3:18
12. „Des Regrets” — 4:58
13. „Tu pourras dire” — 3:30
14. „Peut-être que peut-être” — 3:49
15. „Une Question de temps” — 3:45